# Interateri
Els interateris (Interatherium) són un gènere extint de mamífers notoungulats de la família dels interatèrids que visqueren a Sud-amèrica durant el Miocè, fa entre 13,8 i 17,5 milions d'anys. Se n'han trobat restes fòssils a les províncies argentines de Chubut, Río Negro i Santa Cruz. La seva anatomia diferia considerablement de la dels altres interatèrids, amb les potes curtes i rabassudes i el cos llarg. Aquestes peculiaritats han conduït alguns científics a plantejar la possibilitat que excavessin caus o que fossin animals semiaquàtics que habitaven les vores dels boscos, els aiguamolls o les zones humides en general. L'espècie I. extensum tenia una llargada de cap a gropa de 38 cm i un pes d'1-3 kg; altres espècies eren molt més petites i pesaven uns 500 g. El nom específic Interatherium significa 'bèstia intermèdia'.